# The Company I Keep: Art Farmer Meets Tom Harrell
The Company I Keep: Art Farmer Meets Tom Harrell è un album di Art Farmer e Tom Harrell, pubblicato dalla Arabesque Records nel 1994. Il disco fu registrato l'11 e 12 gennaio dello stesso anno all'Hip Pocket Recording Studios di New York (Stati Uniti).

## Tracce
1. Sunshine in the Rain – 7:02 (Tom Harrell)
2. Song of the Canopy – 8:15 (Geoff Keezer)
3. Santana – 10:37 (Fritz Pauer)
4. Beside Myself – 5:29 (Tom Harrell)
5. Beyond – 6:01 (Kenny Davis)
6. T.G.T.T. (Too Good to Tide) – 6:58 (Duke Ellington)
7. Who Knows – 8:22 (Kenny Davis)
8. Turn Out the Stars – 8:52 (Bill Evans, Gene Less)

## Musicisti
- Art Farmer - flumpet (strumento personale di Art, ibrido tra la tromba ed il flicorno)
- Tom Harrell - tromba, flicorno
- Ron Blake - sassofono soprano, sassofono tenore
- Geoffrey Keezer - pianoforte
- Kenny Davis - basso
- Carl Allen - batteria